# یوسوکه مینوگوچی
یوسوکه مینوگوچی (انگلیسی: Yusuke Minoguchi؛ زادهٔ ۲۳ اوت ۱۹۶۵) بازیکن فوتبال اهل ژاپن است.
از باشگاه‌هایی که در آن بازی کرده‌است می‌توان به باشگاه فوتبال آویسپا فوکوئوکا، باشگاه فوتبال ساگان توسو، و باشگاه فوتبال جف یونایتد ایچیهارا چیبا اشاره کرد.